# Verkiezingen in België 2004
Op zondag 13 juni 2004 werden in België zowel Europese als gewestelijke verkiezingen gehouden. De gewestelijke verkiezingen werden georganiseerd voor het Vlaams Gewest, het Waals Gewest en het Brussels Hoofdstedelijk Gewest. Er werd eveneens voor de Duitstalige Gemeenschapsraad gekozen.
- Brusselse gewestverkiezingen 2004
- Duitstalige Gemeenschapsraadverkiezingen 2004
- Europese Parlementsverkiezingen 2004 in België
- Vlaamse verkiezingen 2004
- Waalse verkiezingen 2004